# Dalaunia
La Dalaunia era il nome collettivo che assunse la regione più settentrionale della Val Camonica.
Deriva dal termine latino Dalania o Dalegno, da cui i nomi di Villa Dalegno e di Ponte di Legno. L'origine della parola è incerta, potendo correlarsi al popolo degli Anauni della Val di Non o dei Genauni della a nord delle alpi, citati nel Trofeo delle Alpi, ma numerosi sono i toponimi di derivazione celtica o germanica sparsi per l'Europa con la terminazione -launum (qualche esempio: Alagna Valsesia; Caulonia; Reillanne, comune francese noto dall'antichità come Alaunia; Aurania, oggi Vranja, paese istriano; un'Aulania romana nell'attuale Gran Bretagna), tali da non portare a un unanime consenso.
La Dalaunia è menzionata per la prima volta nella donazione di Carlo Magno del 774.
(Monumenta Germaniae historica diplomatum Carolinorum, 16 luglio 774 ev)
Ne fanno parte gli abitati:
Le "Terre di dentro"
- Ponte di Legno
  - Pezzo
  - Precasaglio
  - Zoanno

Le "Terre de fora"
- Temù
  - Pontagna
  - Villa Dalegno
  - Lecanù

## Contesa del Monte Avio
Nel 1371 si firma presso la casa dei Federici di Edolo un accordo tra i pastori di Mù e quelli di Dalegno che vietavano loro di accedere alle malghe sul monte Avio.